# جودیت توروسی
جودیت توروسی (به انگلیسی: Judit Turóczy) (زادهٔ ۱۱ مارس ۱۹۴۸) شناگر اهل مجارستان است.